# North Bennet Street School

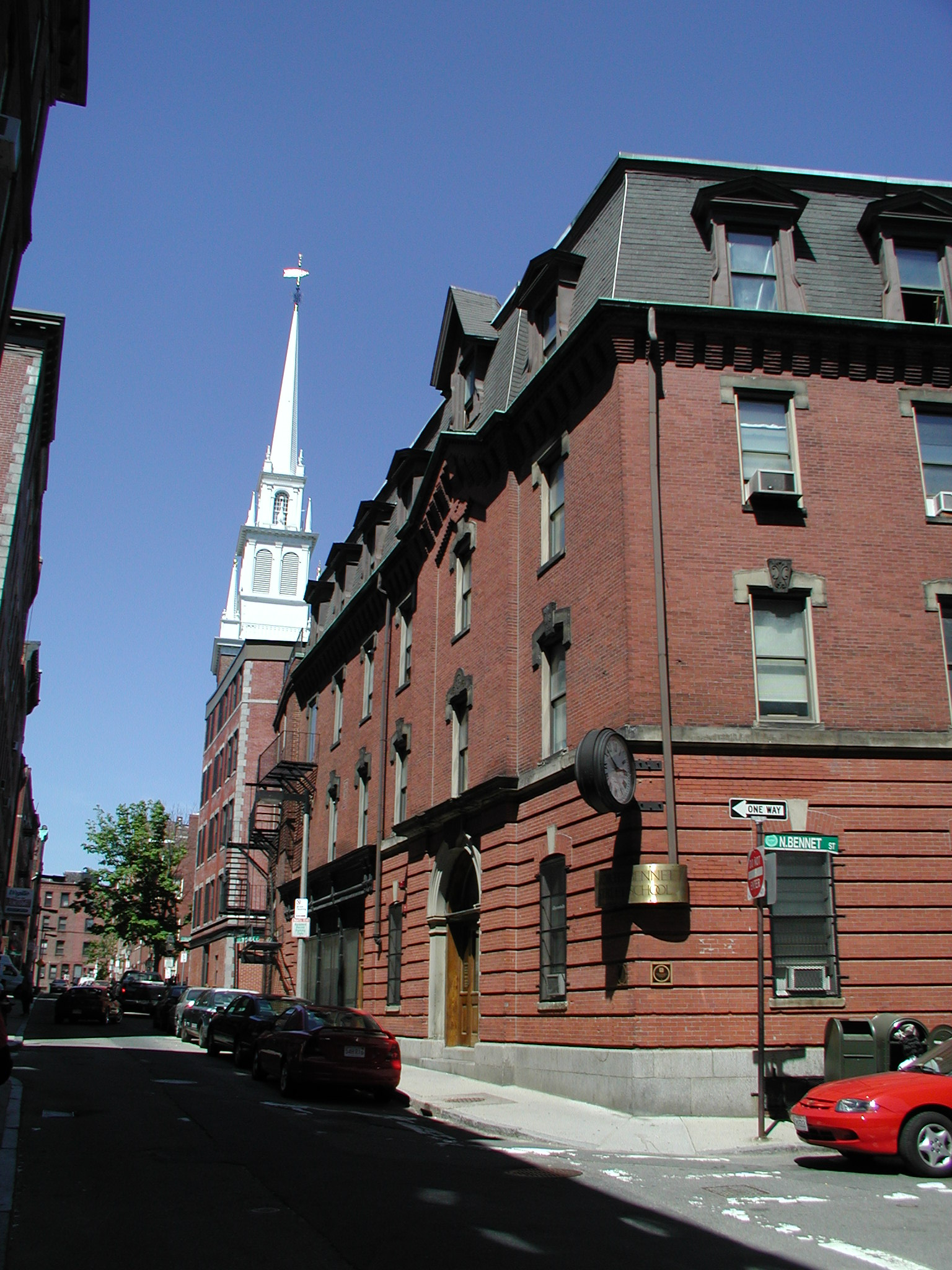
Le bâtiment de la rue North Bennet Street.

La North Bennet Street School (NBSS) est une école professionnelle privée située à Boston, Massachusetts aux États-Unis.

## Description
NBSS offre huit filières de formation en temps plein: dont la reliure, l’ébénisterie, la menuiserie, la joaillerie, la serrurerie  et les technologies de la sécurité, la technologie des pianos,  la menuiserie réparatoire, la fabrication et la réparation de violons et des formations courtes ainsi que des filières de formation continue.
Le bâtiment principal est au 39, rue North Bennet Street, à proximité de la Old North Church dans le nord de Boston. Un autre établissement à Arlington héberge les filières de menuiserie et un troisième dans le sud de Boston accueille les filières de serrurerie et de technologies de la sécurité.